# Eleccions al Dáil Éireann de 1922

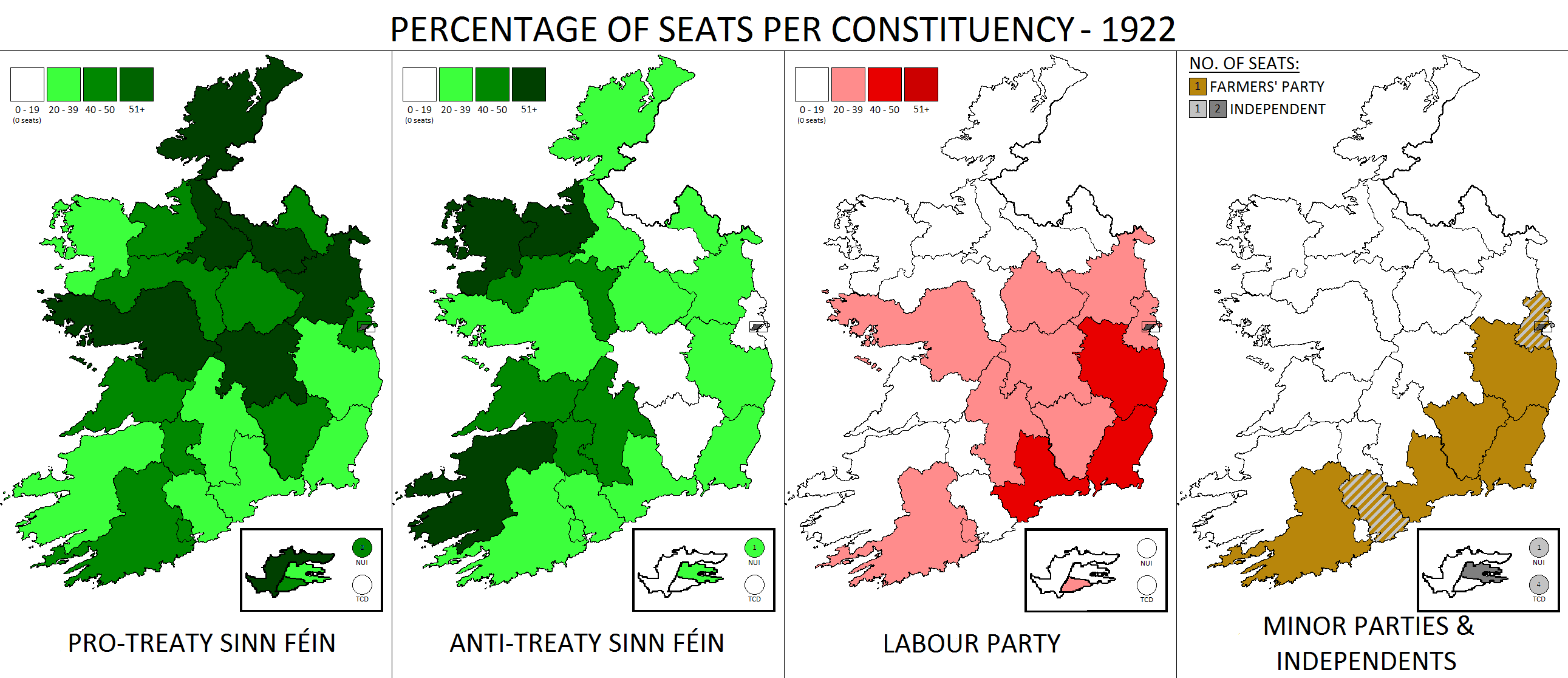
Resultats per circumscripcions i partits

Les eleccions al Dáil Éireann de 1922 es van celebrar el 27 d'agost de 1922, després de l'aprovació del Tractat angloirlandès pel que es va establir l'Estat Lliure d'Irlanda. Foren escollits els 128 diputats del Dáil Éireann. El Sinn Féin es va presentar dividit a les eleccions, entre els que no acceptaren el tractat i els que l'acceptaren, cosa que provoria poc després la guerra civil irlandesa.

## Resultats
| Partit                  | Líder            | Vot popular | %     | Escons |
| Sinn Féin (pro tractat) | Michael Collins  | 239.143     | 45,3% | 58     |
| Sinn Féin (antitractat) | Éamonn de Valera | 133.864     | 28,1% | 36     |
| Laborista               | Thomas Johnson   |             | 13,3% | 16     |
| Farmer's Party          | Denis Gorey      |             | 9,8%  | 15     |
| Independents            |                  |             | 7,8%  | 10     |